# بورتر روبنسون
بورتر ويستون روبنسون (Porter Weston Robinson)من مواليد 15 يوليو 1992 . هو دي جي ومنتج أسطوانات أمريكي من كارولاينا الشمالية ،صنف سنة 2016 ضمن قائمة أحسن 100 دي جي في العالم التي تصدرها مجلة دي جي و جاء في القائمة في المركز 90 عالميا .

## الحياة الشخصية
كان روبنسون على علاقة مع ريكا ميكوريا منذ عام 2017. أعلنا خطوبتهما في 2 يناير 2022، وتزوجا في 7 مايو 2023.

## روابط خارجية
- بورتر روبنسون على موقع IMDb (الإنجليزية)
- بورتر روبنسون على موقع ميوزك برينز (الإنجليزية)
- بورتر روبنسون على موقع رولينغ ستون (الإنجليزية)
- بورتر روبنسون على موقع أول ميوزيك (الإنجليزية)
- بورتر روبنسون على موقع ديسكوغز (الإنجليزية)
- بورتر روبنسون على موقع قاعدة بيانات الفيلم (الإنجليزية)